# عدنان الشيخ عثمان
عدنان الشيخ عثمان، خطاط سوري من أعلام الخط العربي في سوريا، ولد في مدينة حمص.

## حياته الفنية والعملية
- مدرس الخط العربي في كلية الفنون الجميلة بجامعة دمشق
- ألقى العديد من المحاضرات العلمية في فن الخط العربي في سورية وفي عدد من الدول العربية والإسلامية.
- شارك في مسابقات الخط العربي الدولية التي تنظمها إرسيكا في استانبول منذ عام 1986 م وحتى الآن.
- المشاركة في الملتقى الأول للخطاطين العرب في بيروت عام 2000.
- المشاركة في ملتقى الجزائر الدولي للخط العربي 2009.
- كتبت جزأين من مصحف قطر.
- كتب عناوين كتب دور النشر، وأنجز 400 لوحة خطية، ومتقن للثلث الجلي المتراكب.
- له بحوث عن رحلة القلم بين المحاكاة والابتكار
- كما كان عضواً في لجان تحكيم.

## الجوائز والتكريم
- فاز ب 13 جائزة دولية، كان آخرها عام 2004، حيث نال جائزة المركز الأول في الخط الديواني الجلي.

في عام 1998 أقامت له وزارة الثقافة السورية بالتعاون مع رابطة الخطاطين السوريين معرضاً تكريمياً، منح خلاله شهادة تقديرية اعترافا بجهوده في خدمة فن الخط العربي.
- نال مكافأة إرسيكا الدولية، للتميز في خط الثلث الجلي المتراكب عام 2001.
- حصل على ﴿13﴾ جائزة دولية في فنون الخط المختلفة.